# Tullio De Piscopo
Tullio De Piscopo, né le 24 février 1946 à Naples, dans le quartier populaire de Porta Capuana, est un batteur et percussionniste italien.

## Biographie
Son père Giuseppe, qui était aussi batteur et percussionniste, jouait dans l'orchestre de Giuseppe Anepeta - un spécialiste de la chanson napolitaine - et son frère Romeo (batteur, né en 1937) jouait avec des groupes à Bagnoli, près de la base de l'Allied Joint Force Command Naples. Romeo meurt à vingt ans, en 1957, après une soirée avec l'Orchestre du Cercle des Officiers de la base OTAN de Bagnoli. 
Chez lui, Tullio De Piscopo écoute des disques de musiciens, tels que Charlie Parker, Miles Davis, Kenny Clarke, Art Blakey, Max Roach. À l'âge de 13 ans, il trouve un emploi dans un night-club de Bagnoli, fréquenté par les officiers américains. Il prend des leçons de contrebasse avec un musicien, ami de son père ; mais en raison du manque d'argent de sa famille pour acheter cet instrument, il abandonne rapidement. Il se consacre donc entièrement à la batterie.
Ses solo et son drumming de batterie servent d'exutoire à sa colère face aux privations auxquelles il était soumis par manque d'argent, l'absence de débouchés dans un métier rémunérateur, ainsi que face à la mort tragique et soudaine de son frère .
En 1969, après son service militaire à Pordenone dans les Bersaglieri, il épouse  une femme de Sassuolo, dont il aura deux filles : Micaela et Giusi. Cette même année, il part à Turin où il réussit à s'affirmer sur la scène musicale locale, en jouant notamment en tant que batteur résident dans le club de jazz Swing Club.
En 1970, il déménage à Bologne, où on l'accueille comme batteur dans l'Orchestre de Paolo Zavallone. Il décide ensuite de résider à Milan avec sa famille. Il joue en tant que batteur au Jazz Club Il Capolinea, puis avec le groupe d'Enrico Intra, ainsi que dans le "Franco Cerri Quartet" et le "Franco Cerri Quintet".
Simultanément, il travaille inlassablement dans les studios d'enregistrement, où son jeu de batterie signe le rythme de chanteurs déjà connus, tels que Adriano Celentano, Enzo Jannacci et Giorgio Gaber. À cette époque, il enregistre avec des artistes reconnus en Italie et à l'international : Ornella Vanoni, Mia Martini, Iva Zanicchi, Mino Reitano, Toto Cutugno, Roberto Vecchioni, Fabrizio De Andrè, Pino Donaggio, Milva, Donatella Rettore, Domenico Modugno, les New Trolls, Marcella Bella, Don Backy et Franco Battiato.

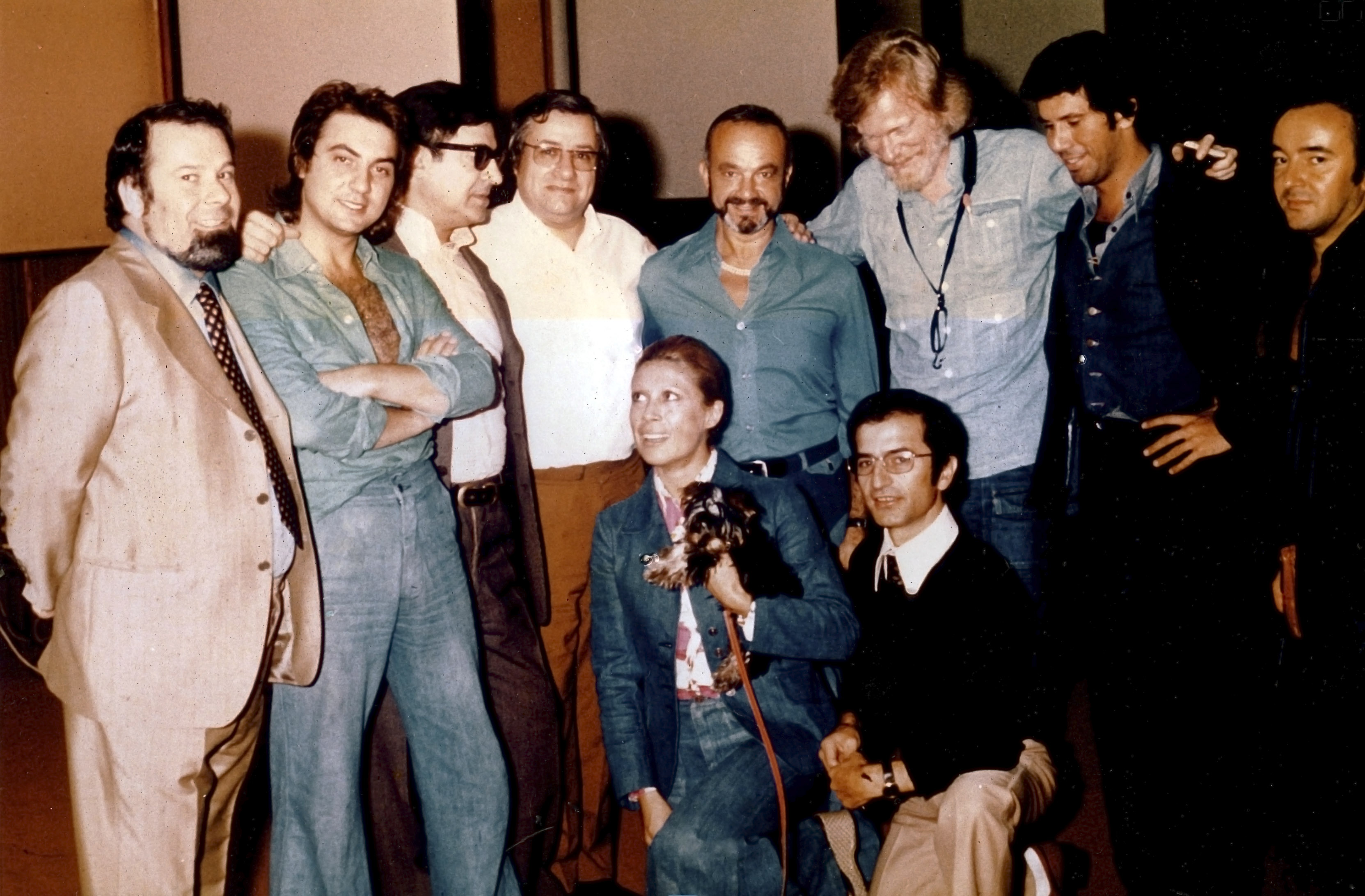
Summit-ReunionCumbre, 1974

En 1971, il est sélectionné en tant que batteur au sein des groupes de jazz du saxophoniste Gianni Basso et du trompettiste Oscar Valdambrini. Cette même année, il enregistre son premier single, un 45 tours pour seule batterie et percussion avec les morceaux Fastness et Coagulation. 
Avec Enrico Intra, Dino Piana et Gianni Basso, il forme le quatuor "Jazz Power Group", ainsi qu'un trio avec Renato Sellani et Dodo Goya.

### Astor Piazzolla et Gerry Mulligan
En 1974, le compositeur argentin Astor Piazzolla fonde en Italie son "Conjunto Electrónico" (orgue Hammond, marimba, flûte, guitare basse électrique, batterie, guitare électrique, percussions et violons) avec des musiciens, tels que Hugo Heredia à la flûte, Umberto Benedetti Michelangeli premier violon, Pino Presti à la basse électrique, Tullio De Piscopo à la batterie (Presti et De Piscopo figurent aussi dans l'album Reunión Cumbre (Summit), de 1974 ; invité : Gerry Mulligan).

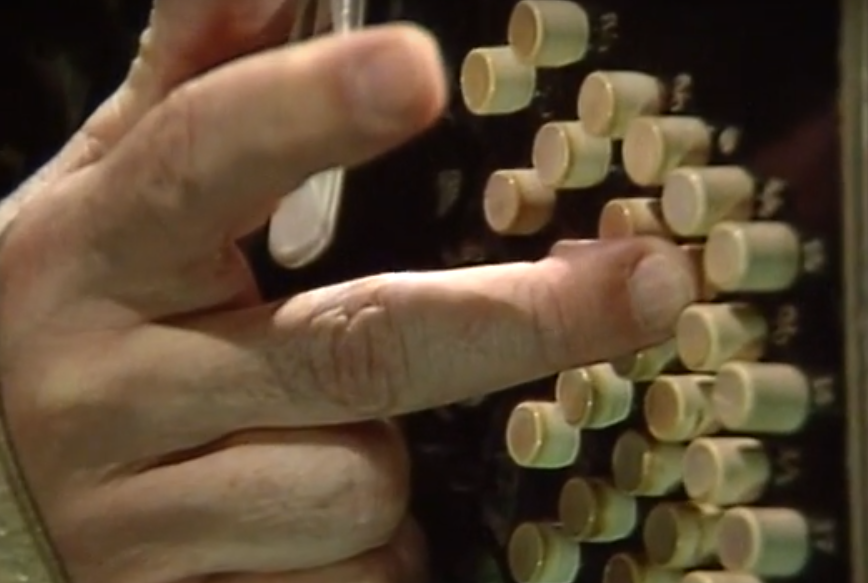
Les doigts d'Astor Piazzolla, 1984.

Tullio De Piscopo fait partie des musiciens qui enregistrent Libertango, célèbre composition d'Astor Piazzolla, qui marquera l'entrée du compositeur argentin dans le tango moderne, notamment grâce à l'apport révolutionnaire de la batterie dans le genre du tango traditionnel. Tullio De Piscopo accompagne Astor Piazzolla lors d'une longue tournée mondiale et collabore à plusieurs de ses albums.
De Piscopo figure sur deux albums de Gerry Mulligan, qu'il a également suivi en tournée en France et en Espagne, notamment au Festival mondial de la musique de Palma de Majorque. En 1977, Kai Winding choisit De Piscopo afin de collaborer à son album Duo Bone, enregistré avec Dino Piana et Enrico Pieranunzi.

### Pino Daniele
En 1977, le jeune musicien et chanteur napolitain Pino Daniele - que Tullio De Piscopo connaissait de renommée, pour avoir joué dans l'orchestre de l'émission télévisée Auditorio A sur RAI 2 où jouait également son père - le contacte pour lui demander d'écouter son premier disque Terra mia. Dès lors, les deux musiciens se lient d'amitié, mêlant leurs carrières durant plusieurs décennies : De Piscopo entre dans le groupe de Pino Daniele, ce dernier étant plus versé pour la soul, De Piscopo le conduit vers le Jazz fusion. Ensemble ils partent en tournée et enregistrent plusieurs disques, tels que Vai mo', Bella 'mbriana, Sciò, Common Ground, Acqua e viento, Assaje, Ricomincio da 30, Anema e core.

### Une vie en musique, en Italie et à l'étranger
En 1981 Tullio De Piscopo lance son premier album live, enregistré aux côtés de Larry Nocella, "Lucky" Luciano Milanese et Riccardo Zegna. Simultanément est fondé le groupe "Vai mo'" comprenant Tullio De Piscopo, Pino Daniele, Tony Esposito, Rino Zurzolo, James Senese et Joe Amoruso. Cet ensemble, composé uniquement de musiciens napolitains, popularise le terme « blues urbain » et se produit, le 19 septembre 1981 à Piazza del Plebiscito, à Naples, face à 200.000 personnes.
Aux Rencontres de Sorrento de 1984 - le premier Festival Jazz de Sorrente - Tullio De Piscopo joue avec Dizzie Gillespie et Chick Corea. Suivent des tournées aux USA, au Canada, au Brésil, en Australie. 
En 1986 il introduit le jazz pour la première fois au Teatro San Carlo de Naples et sa composition Piccola suite di un percussionista schizofrenico est jouée par l'Orchestre de chambre Scarlatti de la RAI.
En décembre 1987, à l'Apollo Theatre de Harlem, Tullio De Piscopo présente des chansons napolitaines, avec Edoardo Bennato, James Senese, Tony Esposito, Joe Amoruso, Rino Zurzolo, Ernesto Vitolo. Parmi les musiciens invités à participer a cet événement musical, on retrouve James Brown, The Temptations, Eumir Deodato, Lester Bowie, Steve Thornton, Famadou Donmoyèe et Alphonso Johnson.

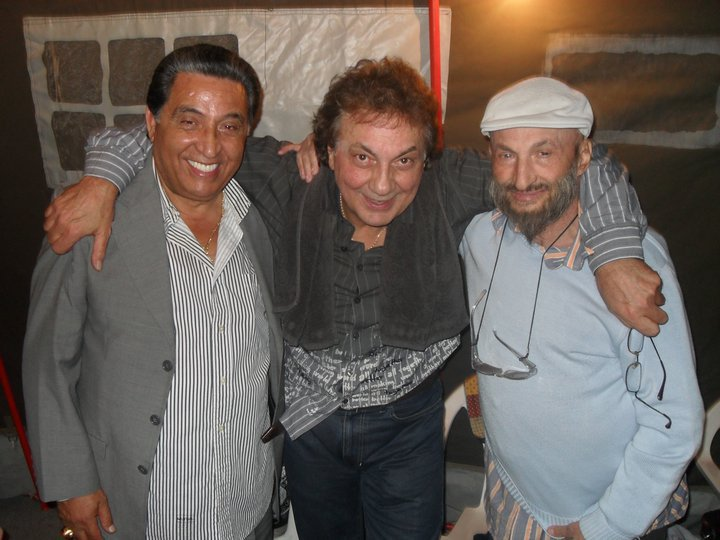
Mario Trevi, Tullio De Piscopo et Fulvio Marzocchella, 2010.

1988 est l'année de la chanson Andamento lento composée et interprétée par De Piscopo. Présentée au Festival de Sanremo, elle reste, pendant quelques mois, en tête des classements musicaux. Le morceau figure dans l'album Bello Carico de De Piscopo, paru la même année, pour lequel il reçoit le Prix Arena d'oro en tant que disque le plus vendu dans le cadre du Festivalbar de Verone. 
En 1995, Tullio De Piscopo enregistre le single Zzacotturtaic, auquel ont collaboré le chœur de La Scala de Milan, l'Orchestre Franz Schubert de Milan, Renato Sellani, Antonio Faraò et Roberto Fabbriciani.
En 2008, Tullio De Piscopo, avec Senese, Esposito, Amoruso, Zurzolo et Pino Daniele, reforme le groupe qui avait joué vingt-sept ans auparavant dans l'album et le tour Vai no'. Un triple CD fut imprimé, avec quarante-cinq chansons, intitulé Ricomincio da 30. Ce groupe repart en tournée et le 8 juillet 2008 il se produit à Naples, sur la Piazza del Plebiscito, lors d'un concert auquel ont participé, en tant qu'invités, Giorgia, Irene Grandi, les Avion Travel, Nino D'Angelo, Gigi D'Alessio. Ce concert a été diffusé en direct sur la chaîne de télévision RAI 1, puis édité en DVD.
En 2010, pour commémorer ses 40 premières années de carrière, il publie deux CD, intitulés Questa è la Storia, alliant des morceaux de blues, de jazz et de musique classique, comme Carmina Burana, Dies Irae et Requiem de Giuseppe Verdi. 
2012 est l'année de ses six concerts live, avec de la musique classique et du jazz - au Palapartenope de Naples - intitulés Tutta 'nata storia. Dans le groupe figurent : Pino Daniele, James Senese, Tony Esposito, Joe Amoruso, Rino Zurzolo, Enzo Gragnaniello, Raiz et Antonio Onorato.
En 2015, la NCCP (Nuova Compagnia di Canto Popolare) a été engagée pour dix dates théâtrales durant la tournée de célébration des cinquante ans de carrière du percussionniste napolitain.

### Une maladie grave. La mort de Pino Daniele
En 2012, Tullio De Piscopo tombe gravement malade ; Pino Daniele, son ami et partenaire musical de toujours, lui témoigne son soutien durant cette période difficile. Après une opération, De Piscopo est rétabli et retourne à son travail de musicien. Il sort de cette épreuve convaincu d'avoir été miraculé et intensifie ses activités pour la bienfaisance.
Quelques années plus tard, le 4 janvier 2015, Pino Daniele décède d'une crise cardiaque à seulement 59 ans. La nouvelle de la mort soudaine de son ami affecte profondément De Piscopo, mais il réagit et recueille l'héritage que ce grand musicien, guitariste et poète a laissé à la grande tradition de la chanson napolitaine.

## Musiques pour films
- 1978 : Homicide volontaire (L'arma) - réalisation de Pasquale Squitieri, avec Claudia Cardinale et Stefano Satta Flores.
- 1979 : I guappi non si toccano de Mario Bianchi
- 1981 : La Race sauvage (Razza selvaggia) - réalisation de Pasquale Squitieri, avec Stefano Madia, Enzo Cannavale et Angelo Infanti.
- 1984 : Mi manda Picone - réalisation de Nanni Loy, avec Giancarlo Giannini, Lina Sastri, Leo Gullotta et Aldo Giuffré.
- 1986 : Naso di cane - (téléfilm) réalisation de Pasquale Squitieri, avec Claudia Cardinale et Luca De Filippo.
- 1986 : Francesca è mia de Roberto Russo, avec Monica Vitti et Pierre Malet.

## Images

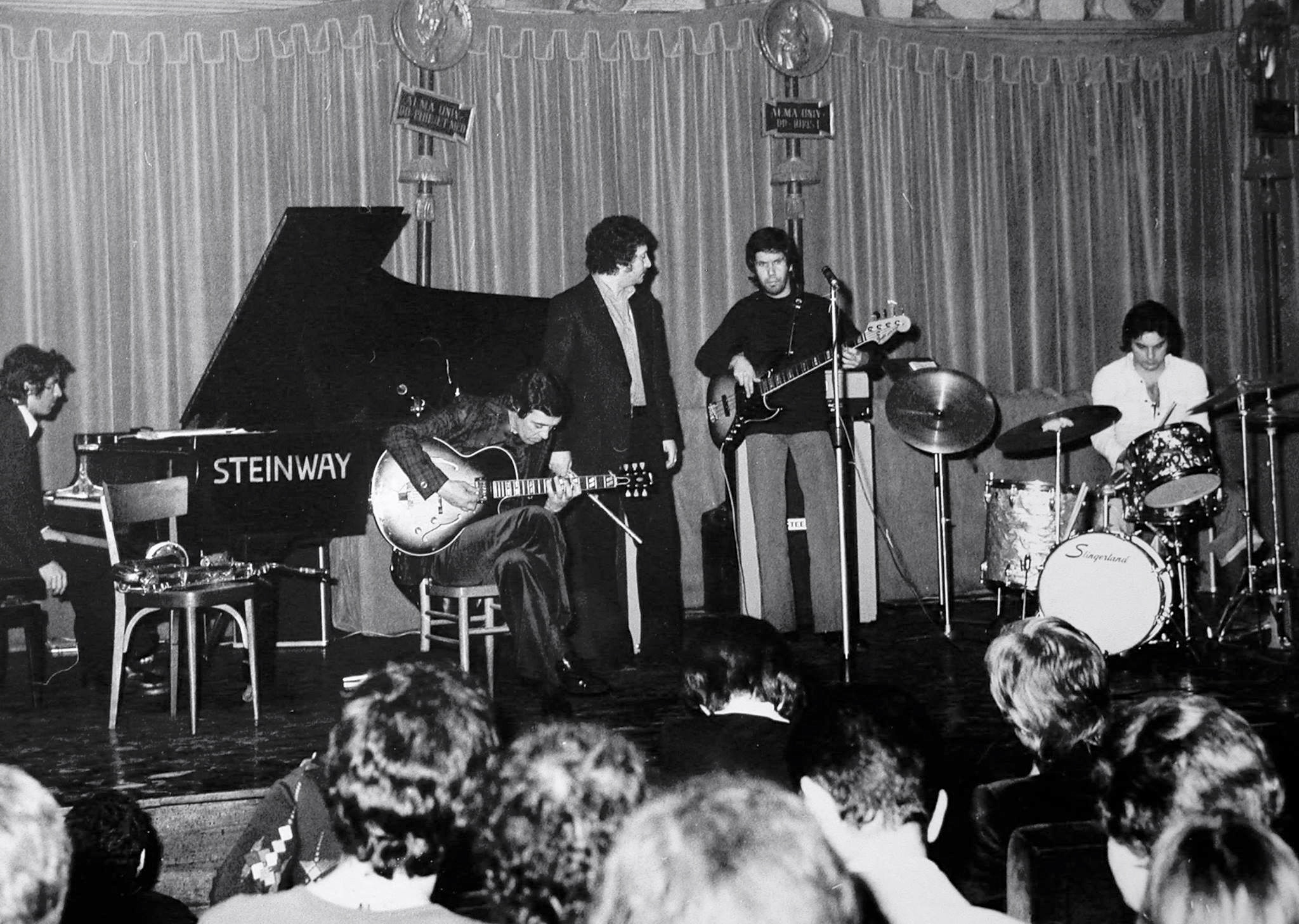
1973, Franco Cerri quintet
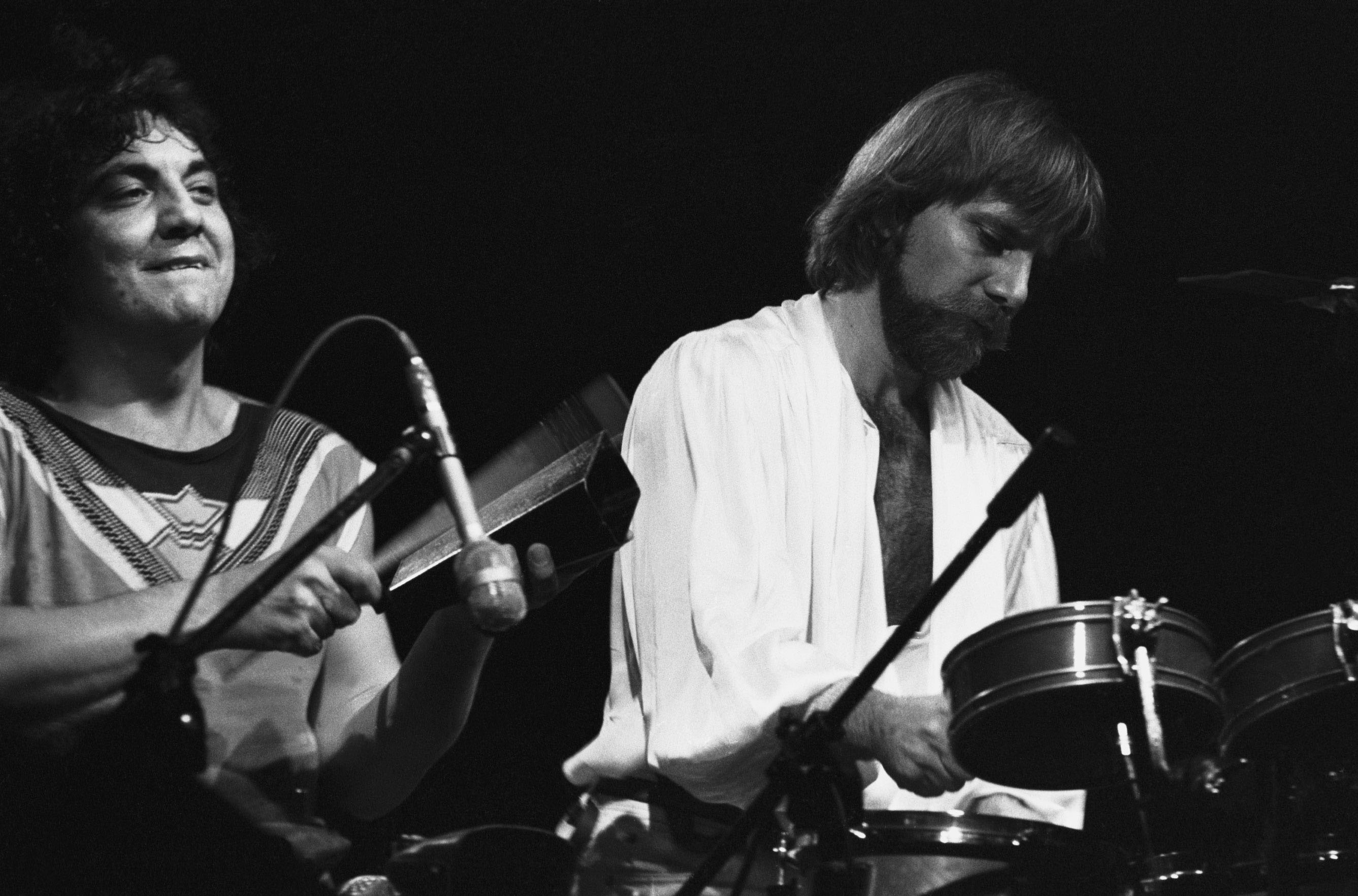
1982, Tony Esposito et Tullio De Piscopo
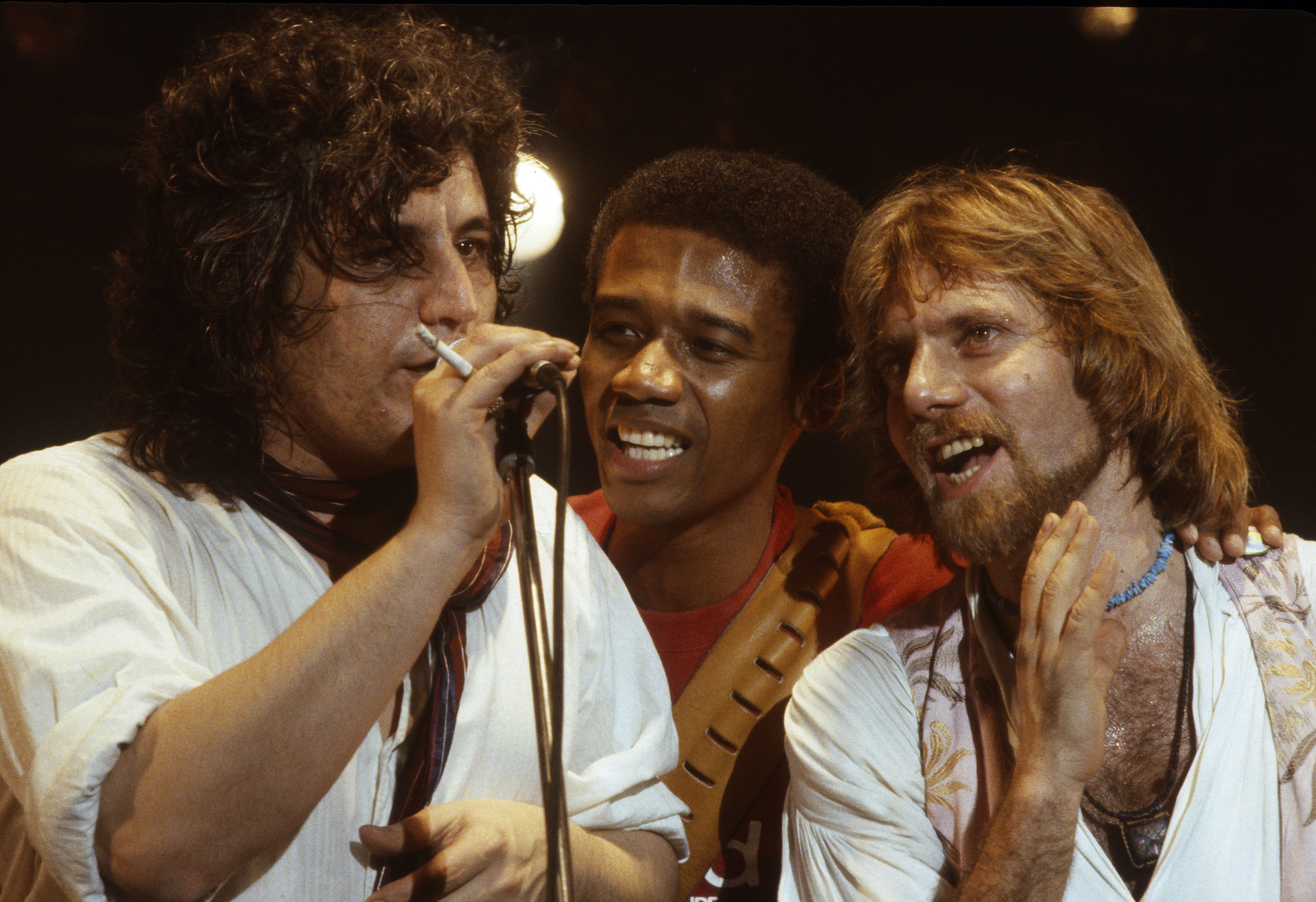
1982, Pino Daniele, Al Johnson, Tony Esposito
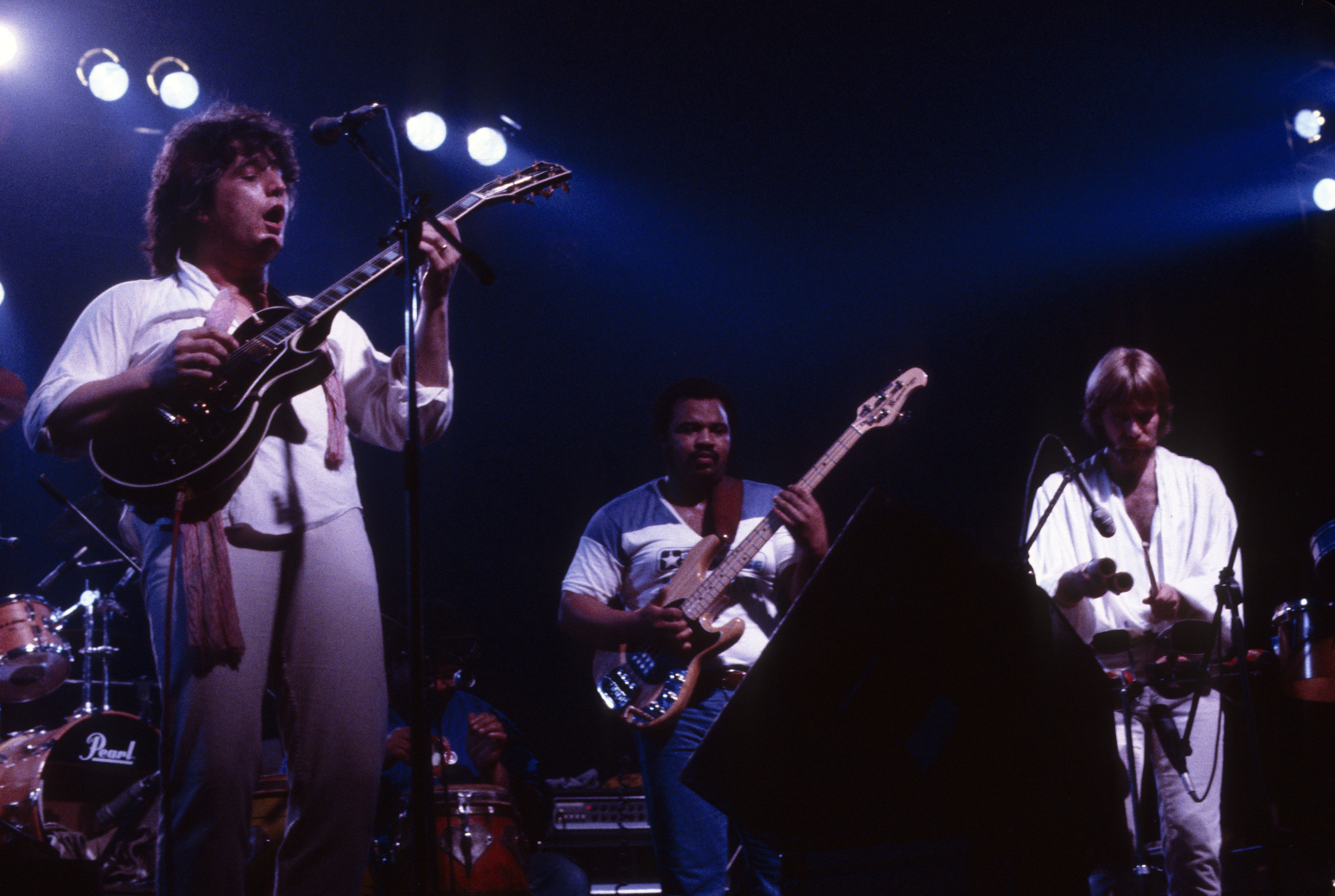
1982, Pino Daniele et Tony Esposito
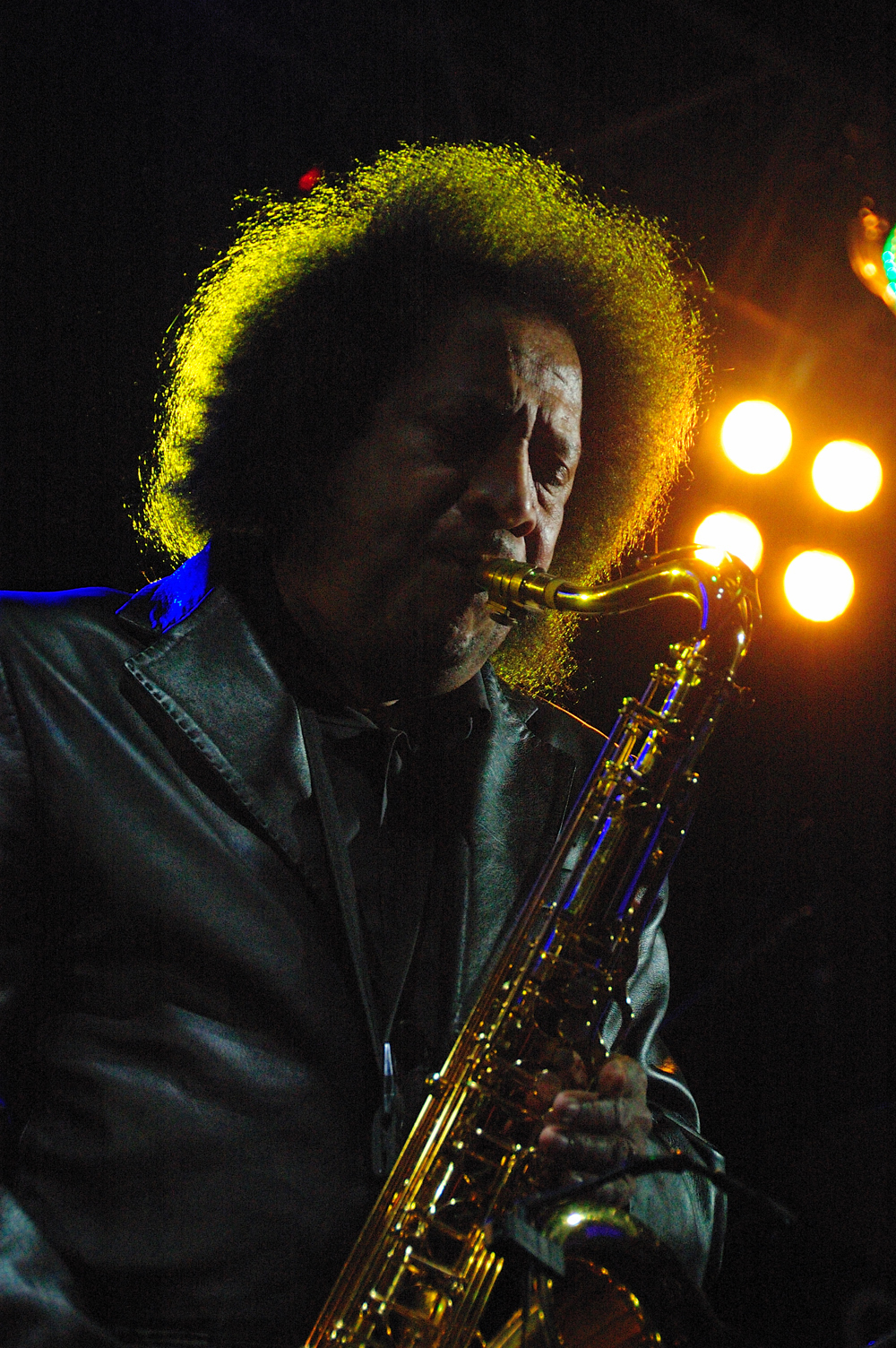
2010, James Senese

## Live

### Concerts et participations
Festival de Sanremo
- 1988 : Andamento lento
- 1989 : E allora e allora
- 1993 : Qui gatta ci cova
- 2018 : Festival de Sanremo 2018 (invité par le groupe "The Kolors")

Tours
- - : Tour mondial avec Astor Piazzolla
- - : Tour mondial avec Gerry Mulligan
- 1987 : Tour en Europe avec Gato Barbieri, Joe Amoruso, Rino Zurzolo
- 2013 : Tour mondial avec Pino Daniele et groupe
- 2014 : Tour en Italie Nero a Metà (c'est le dernier tour avec Pino Daniele)
- 2015 : Tour en Italie avec la "Nuova Compagnia Canto Popolare" (NCCP)
- 2016 : Tour en Italie Tullio De Piscopo & Friends - Ritmo e Passione
- 2020 : Tour en Italie

Concerts et participations
- 1975 : Rome. (Basilique de Maxence et Constantin), Dal classico al pop al jazz[note 2]
- 19 septembre 1981 : Naples. (Piazza de Plebiscito), (avec Pino Daniele, Amoruso, Zurzolo, Esposito et Senese)
- 1984 : Orvieto. Umbria Jazz (avec Gerry Mulligan, Gianni Basso, Renato Sellani, Dodo Goya)
- 1986 : L'Aquila (Basilique de Collemaggio), Festa della Perdonanza[note 3]
- 1988 : Verone. (Arenes de Verone). Festivalbar (il présente Andamento lento)
- 1989 : Bologne. Jazz Bo (avec le "M' Boom Re Percussion")
- 1990 : Rome. 1er mai - Festa dei Lavoratori (avec Mario Rusca, Luciano Milanese, Claudio Chiara, Andrea Pozzo et une Big Band)
- 1994-1995 (saison) : Piacenza. (Théâtre municipal)[note 4]
- 1998 : Rome. Giubileo della Terra (concert à la présence du pape Jean Paul II)
- 1991 : Rome. Ai Confini tra Sardegna e Jazz (avec Sal Nistico)
- 1999 : Un'onda sul mare (concert pro victimes du tremblement de terre à Sarno)
- 2000 et 2002 : Lombardia Festival
- 2002 : Pérouse (Théâtre Morlacchi) (avec Rossano Sportiello, Carlo Maria Micheli, Stefano Calcagno, Stefano Scalzi, Roberto Coltellacci et Paul Pelella)
- 2004 : La lunga notte delle batterie (concert dédié au batteur Enrico Lucchini)
- 2007 : Rome. 1er mai - Festa dei Lavoratori (il présente son album Bona Jurnata)
- 2009 : Kenya (avec sa Band "Malindi Protegge i Bambini" il est testimonial de la campagne du CISP-Sviluppo dei Popoli, avec l'UNICEF et le "Malindi & Watamu Tourism Welfare Group")
- 2010 : Forte dei Marmi (Villa Bertelli)[12]
- 2011 : Assago. (Forum de Assago), La lunga notte della batteria
  -  : Bari. (Auditorium du Sheraton) (avec la "Jazz studio Orchestra" de Paolo Lepore)
  -  : Milan - (Villa Scheibler), Jazz Alchemy (en hommage à Buddy Rich)
  -  : Cesena (Théâtre Alessandro Bonci) (avec l'Orchestre Synphonique Giuseppe Verdi, dirigée par Giorgio Leardini)
  -  : Bergame. Notte di Stelle (avec la Big Band de Gabriele Comeglio)
  -  : Bologne. (Piazza Santo Stefano), La strada del Jaz (en hommage à Chet Baker et à Alberto Alberti)
  -  : Macerata. (Théâtre Lauro Rossi) (avec le trio "MTM"(Mike Melillo, Tullio De Piscopo et Massimo Moriconi)
  -  : Gênes. Jazz per Genova (concert pro inondés de Gênes)
- 2012 : Laigueglia (Savone). Percfest
  -  : Cernobbio (Como). Cernobbio Festival
  -  : Salò (Brescia). Estate Musicale del Garda Gasparo da Salò
  -  : Frosinone. World Music Project
  -  : Naples. (Palapartenope), Tutta 'nata storia (avec Pino Daniele, James Senese, Tony Esposito, Joe Amoruso, Rino Zurzolo, Enzo Gragnaniello)
  -  : Torrepaduli (Lecce) Notte a San Rocco[13]
- 2013 : Londres. (Barbican Hall), 1re date du Tour 2013 (avec Pino Daniele et groupe)
  -  : Umbria Jazz (avec Pino Daniele et groupe)
  -  : Palerme (avec Paul Pelella, Domingo Do' Basel, Alex La Corte et Matteo Mammolo Mammoliti)[14]
- 2014 : Salerne, Luci d'artista[15]
- 2016 : Giffoni Valle Piana (Salerne), Giffoni Film Festival
  -  : Naples. (Théâtre Augusteo), 50 anni di carriera
- 2019 : Taranto. Il grande viaggio insieme - Concerto per la città (avec Francesco De Gregori)
  -  : Foggia. (Théâtre Giordano), Un'orchestra per Pino Daniele
  -  : Benevento (avec l'Orchestre Ritmo-Symphonique du Conservatorio de Benevento)[16]
- 2020 : Nervi (Gênes) (avec Dado Moroni et Aldo Zunino)[17]
  -  : Marina di Pietrasanta (Livourne), Musica e parole

Télévision
- 1976 : L'altra domenica (Rai 2) de Renzo Arbore (concert à Lugo de Romagna avec Gegè Di Giacomo, en direct)[18]
  -  : Festival di Saint-Vincent (Rai 2)
  - et 1977 : Incontri musicali (Rai 1)
- 1980 : Italiani a Milano de Antonio Cocchia (Rai 1)
- 1982 : Blitz de Gianni Minà (Rai 2), en Carnevale di Venezia (avec Severino Gazzelloni)
- 1983 : Musicalmente (Radiotelevisione svizzera di lingua italiana RSI) (avec les "Vai mo'")
- 1986 : Fantastico (Rai 1) (avec Billy Cobham, dans un "Drum Contest")
- 1987 : Bologne. (Piazza Maggiore). Vota la voce (Canale 5) (en direct)
- 1991 : Piacere Raiuno a Napoli (Rai 1) (avec Toto Cutugno)
- 1992 : Naples. (Théâtre Mercadante) (Rai 2) (avec Sergio Bruni) (en direct)
- 1995 : Il paese delle sirene. Festa sull'acqua (Rai 1) de Vittoria Ottolenghi (Sorrente, en direct)[19]
- 8 juillet 2008 : Naples (Piazza del Plebiscito) (en direct sur Rai 1) (avec Pino Daniele et band)
- 2009 - Sabato e Domenica (Rai 1)
- ? : Sottovoce de Gigi Marzullo (Rai 1)
- 2018 : Guarda Stupisci (Rai 2) (avec Renzo Arbore et l'Orchestra Italiana)

Radiodiffusion
- 1994 : Tullio De Piscopo en Professione Cantante de Adriano Mazzoletti (Rai Radio 1)[20]

Théâtre
- 1997 : Naples. (Théâtre Bellini), Viva Diego (musical)[note 5]
- 1998. Naples. Musée national ferroviaire de Pietrarsa. La Muta di Portici e L'Eccidio di Pietrarsa, spettacle écrit par Beppe Menegazzi, Luc Bouy, Francesco Sodini et Annamaria Morelli, avec Carla Fracci et la Compagnia italiana del balletto[note 6]

## Prix et distinctions
- 2009 : Grottolella (Avellino). Prix Armando Gill
- 2017 : Florence Palazzo Vecchio. Prix européen Lorenzo il Magnifico[21]
- 2018 : Rome. (Montecitorio). Prix 100 Eccellenze Italiane nel mondo

## Alias
En tant qu'enseignant
- 1998 : Milo (Catania). "Master Class" de batterie (autres enseignants, pour le chant et pour la musique: Franco Battiato et Lucio Dalla)
- 2001 : Rimini. (Fiera de Rimini). Il a présenté son Jazz Walking', avec un CD-AUDIO (avec la participation de Luciano Milanese)

Il enseigne batterie et percussions au NAM (Nuova Audio Musicmedia) de Milàn.
En tant que directeur artistique
Depuis le 2007, il a la direction artistique du "Festival Sorrento Jazz" et il est président honoraire de deux associations sans but lucratif sorrentine : "A.T.S."  ("Arti Turismo Sport", à partir du 1997 et "Association Gino et Michela Stinga", à partir du 2008).
En tant qu'acteur de cinéma
- 1985 : Blues metropolitano, réalisation de Salvatore Piscicelli (avec Pino Daniele et Tony Esposito)

## Ouvrages
Livres
- (it) Tullio De Piscopo, Metodo per batteria : con nozioni di teoria musicale, Milan, A. Curcio, 2004.
- (it) Tullio De Piscopo, Tempo! La mia vita, Milan, U. Hoepli, 2014, 311 p. (ISBN 978-88-203-6304-8).

Partitions
- (it) Tullio De Piscopo, Bello carico : Linea melodica e accordi per chitarra di otto canzoni del repertorio di Tullio De Piscopo, Forlì, Costa Est Music, 1988, 27 p. (lire en ligne)